# Karl August Weinheimer
Karl August Weinheimer (* 15. Mai 1819 in Ebingen; † 16. Oktober 1898 in Reutlingen) war ein württembergischer Verwaltungsbeamter.

## Leben
Der Sohn eines Hutmachers besuchte die Latein- und Realschule in Ebingen und das Lyzeum in Tübingen. Anschließend absolvierte er eine praktische Verwaltungsausbildung. 1840 nahm er das Studium der Regiminalwissenschaft an der Universität Tübingen auf. Er bestand 1843 die erste, 1845 die zweite höhere Dienstprüfung.
Seine ersten festen Anstellungen erhielt Weinheimer 1845 als Aktuar bei den Oberämtern Mergentheim und Besigheim. 1849 wurde er Kollegialhilfsarbeiter der Kommission für Bereinigung des Amts- und Gemeindeverbandes Stuttgart. 1851 bis 1853 war er dort Referent. 1853 wurde er Kollegialhilfsarbeiter bei der Oberregierung, 1855 Oberamtmann des Oberamts Ellwangen, 1861 Regierungsrat und 1866 Oberregierungsrat bei der Regierung des Jagstkreises in Ellwangen. 1872 wurde er als Oberregierungsrat zur Regierung des Schwarzwaldkreises in Reutlingen versetzt. 1877 trat er in den Ruhestand.

## Auszeichnungen
- Eisernes Kreuz 2. Klasse
- Deutsche Kriegsdenkmünze für Kombattanten und Nichtkombattanten